# Унітарний код
| Бінарний | Код Ґрея | Унітарний |
| -------- | -------- | --------- |
| 000      | 000      | 00000001  |
| 001      | 001      | 00000010  |
| 010      | 011      | 00000100  |
| 011      | 010      | 00001000  |
| 100      | 110      | 00010000  |
| 101      | 111      | 00100000  |
| 110      | 101      | 01000000  |
| 111      | 100      | 10000000  |

В цифрових схемах та машинному навчанні уніта́рний код, або прями́й уніта́рний код (англ. one-hot) — це група бітів, серед яких дозволеними комбінаціями значень є лише ті, в яких встановлено (1) лише один біт, а всі інші вимкнено (0). Подібне втілення, в якому всі біти є «1», крім одного «0», іноді називають зворотним (інверсним) унітарним кодом (англ. one-cold). У статистиці подібну методику для представлення категорійних даних представляють фіктивні змінні.

## Застосування
Унітарний код часто використовують для вказування стану скінченного автомата. При використанні двійкового коду або коду Ґрея для визначення стану потрібен дешифратор. Проте скінченний автомат з унітарним кодом не потребує дешифратора, оскільки він перебуває в n-тому стані тоді й лише тоді, коли встановлено n-тий біт.
Прикладом скінченного автомата є кільцевий лічильник з 15 послідовно впорядкованими станами. «Унітарне» втілення матиме 15 з'єднаних ланцюжком тригерів, де вихід Q кожного з тригерів з'єднано з входом D кожного наступного, а вхід D першого тригера з'єднано з виходом Q 15-го. Перший тригер в цьому ланцюжкові представляє перший стан, другий представляє другий стан, і так далі, до 15-го тригера, що представляє крайній стан. При скиданні цього скінченного автомата всі тригери встановлюються в «0», крім першого в ланцюжку, який встановлюється в «1». Прибуття на ці тригери фронту наступного синхроімпульсу просуває цей єдиний встановлений біт до другого тригера. Встановлений біт просувається таким чином до 15-го стану, після чого скінченний автомат повертається до першого стану.
Дешифратор адреси здійснює перетворення з двійкового коду або коду Ґрея на унітарне представлення. Пріоритетний шифратор перетворює унітарне представлення на двійковий код або код Ґрея.
В обробці природних мов вектор унітарного коду є матрицею 1 × N (вектором), який використовують, щоби відрізняти кожне слово зі словника від кожного іншого слова з цього словника. Цей вектор складається з 0-ів у всіх комірках, за виключенням у вигляді єдиної 1-ці в комірці, що використовуються виключно щоби ідентифікувати це слово.

## Відмінності від інших методів кодування

### Переваги
- Визначення стану має низькі та сталі витрати на доступ до одного тригера
- Зміна стану має низькі витрати на доступ до двох тригерів
- Простора проєктування та модифікації
- Простота виявляння недозволених станів
- Використання переваги численності тригерів ПКВМ

Використання унітарного втілення зазвичай дозволяє скінченному автоматові працювати на вищій частоті, ніж будь-якому іншому кодуванню цього скінченного автомата.

### Недоліки
- Вимагає більше тригерів, ніж інші кодування, роблячи його непрактичним для пристроїв ПМЛ
- Багато станів є недозволеними[4]